# Northgard (игра)
Northgard — компьютерная игра в жанре стратегия в реальном времени, разработанная и изданная компанией Shiro Games в 2018 году для Windows на PC, Nintendo Switch, PlayStation 4, Xbox One и iOS. Northgard получила в целом положительные отзывы после выпуска. Её успех вдохновил на создание в 2022 году настольной игры 4X под названием Northgard: Uncharted Lands.

## Игровой процесс
Northgard — компьютерная игра в жанре стратегии в реальном времени, разработанная на основе скандинавской мифологии, в которой клан викингов пытается взять под контроль дикий континент. В игре присутствуют однопользовательский и многопользовательский режимы, а также сюжетная кампания с постепенно возрастающей сложностью миссий. Каждая карта разделена на различные регионы, каждый из которых содержит особые ресурсы, такие как железо и камень. Однако каждый регион может поддерживать только фиксированное количество зданий. Игровой процесс включает систему смены времён года: зимой фермы прекращают производство пищи, а потребление древесины существенно возрастает.
Сюжет повествует о принце Риге, стремящемся отомстить за смерть отца-короля, убитого Хагеном — предводителем клана Ворона. В поисках мести принц отправляется на остров Нортгард, где встречает другие кланы и существ. На момент выхода игра содержала одиннадцать миссий. В стандартном режиме доступны четыре условия победы в противостоянии с другими кланами под управлением искусственного интеллекта или других игроков.

## Разработка
Игра была впервые анонсирована разработчиком Shiro Games в августе 2016 года. Northgard была выпущена через программу раннего доступа в сервисе Steam 22 февраля 2017 года. Полная версия на ПК для платформы Windows была выпущена 7 марта 2018 года. Затем последовали версии для консолей: Xbox One 24 сентября 2019 года, Nintendo Switch 26 сентября 2019 года и PlayStation 4 3 октября 2019 года. Мобильные версии для устройств iOS были выпущены 13 апреля 2021 года, а для устройств Android — 23 августа 2021 года. После выхода игры разработчики поддерживали её, выпустив несколько пакетов DLC, включая пакет, основанный на мифе о Рагнарёке в октябре 2018 года.

## Отзывы, награды и продажи
| Сводный рейтинг | Сводный рейтинг                                  |
| Агрегатор       | Оценка                                           |
| --------------- | ------------------------------------------------ |
| Metacritic      | 81/100 (PC, 15 обзоров 77/100 (Switch, 7 обзоров |

Игра получила преимущественно положительные отзывы. На сайте-агрегаторе Metacritic средняя оценка игры составляет 81 из 100 на основе 15 обзоров для платформы PC и 77 из 100 на платформе Nintendo Switch.
Фрейзер Браун из PC Gamer сравнил игру с серией Age of Empires и серией The Settlers. Ему понравились уникальные игровые системы, хотя сюжет показался ему неубедительным. Он завершил свой обзор, сказав, что "Northgard — это удивительная, элегантная RTS, которая нагружена очень скучной историей. Критик Макс Кокс в своей статье для журнала Rock, Paper, Shotgun написал, что Northgard «легко освоить, но сложно достичь мастерства», и что это одна из лучших стратегических игр в реальном времени, в которые он играл.
Академия интерактивных искусств и наук номинировала Northgard на «Премию D.I.C.E. за симулятор/стратегическую игру года» на 22-й ежегодной церемонии вручения наград D.I.C.E..
Летом 2018 года, благодаря уязвимости в защите Steam Web API, стало известно, что точное количество пользователей сервиса Steam, которые играли в игру хотя бы один раз, составляет 787 294 человека.